# Revere (Włochy)
Revere – miejscowość i gmina we Włoszech, w regionie Lombardia, w prowincji Mantua.
Według danych na rok 2004 gminę zamieszkiwały 2463 osoby, 175,9 os./km².